# Oxya, Karditsa
Oxya (greacă Οξυά) este un sat în Grecia în prefectura Karditsa. Principala activitate economică este agricultura.